# I AM ME
『I AM ME』（アイ・アム・ミー）は、松下優也の1枚目のアルバム。2010年6月2日にリリースした。
 
初回生産限定盤にはミュージックビデオ+ライブ映像ダイジェストが収録

## 収録曲
1. Prologue 〜I AM ME〜
  - 作曲：Jin Nakamura
2. YOU
  - 作詞：H.U.B.／作曲：Jin Nakamura
  - 日本テレビ『ライオンスペシャル第30回全国高等学校クイズ選手権』イメージテーマソング
3. foolish foolish
  - 作詞：kenko-p／作曲・編曲：Jin Nakamura
  - 『Music B.B.』11月度番組エンディングテーマ
4. Interlude I
  - 作曲：Jin Nakamura
5. Mr."Broken Heart"
  - 作詞：U／作曲・編曲：Jin Nakamura
  - 映画 CineMusica 『悲しいボーイフレンド』主題歌
6. LAST SNOW
  - 作詞：H.U.B.／作曲・編曲：Jin Nakamura
  - TBS系『ランク王国』エンディングテーマ
7. 声にならなくて feat.Sista
  - 作詞：U／作曲：Jin Nakamura
8. Agitation
  - 作詞：kenko-p／作曲：Jin Nakamura
9. Interlude II
  - 作曲：Jin Nakamura
10. ふたり
  - 作詞：荘野ジュリ／作曲・編曲：Jin Nakamura
  - 劇場映画『時をかける少女』挿入歌
11. 願いがかなうなら… -Album Version-
  - 作詞：Kenko-p／作曲：Jin Nakamura
12. Trust Me
  - 作詞：荘野ジュリ／作曲・編曲：Jin Nakamura
  - MBS・TBS系アニメーション「デュラララ!!」エンディングテーマ
13. first snow feat.Sista
  - 作詞：H.U.B.／作曲：Jin Nakamura
14. その時までのサヨナラ
  - 作詞：U／作曲：Jin Nakamura
15. Interlude III
  - 作曲：Jin Nakamura
16. Hallucination
  - 作詞：森雪之丞／作曲：Jin Nakamura
  - 『ミュージカル黒執事-The Most Beautiful DEATH in The world- 千の魂と堕ちた死神』エンディングテーマ
17. Kiss me
  - 作詞：H.U.B.／作曲：Jin Nakamura
18. Honesty
  - 作詞：荘野ジュリ／作曲：Jin Nakamura